# كونفدراليون (رواية)
كونفدراليون (بالإنجليزية: Confederates)‏ هي رواية للكاتب الأسترالي توماس كينيلي، نشرت عام 1979، لأول مرة عن دار نشر كولينز في إنجلترا وأستراليا وهاربر آند رو في الولايات المتحدة.